# Spreekgebaar
Het spreekgebaar is het opsteken van de rechterhand met de wijsvinger en de middelvinger naastelkaar gestrekt en de duim soms gevouwen over de naar binnen gebogen ringvinger en pink. Met dit gebaar geboden vroeger oratoren hun toehoorders tot stilte en aandacht. In moderne tijden dient het ter bevestiging van het uitspreken van of instemmen met een eed. In sommige landen wordt voor dit laatste de opgestoken open hand gebruikt.

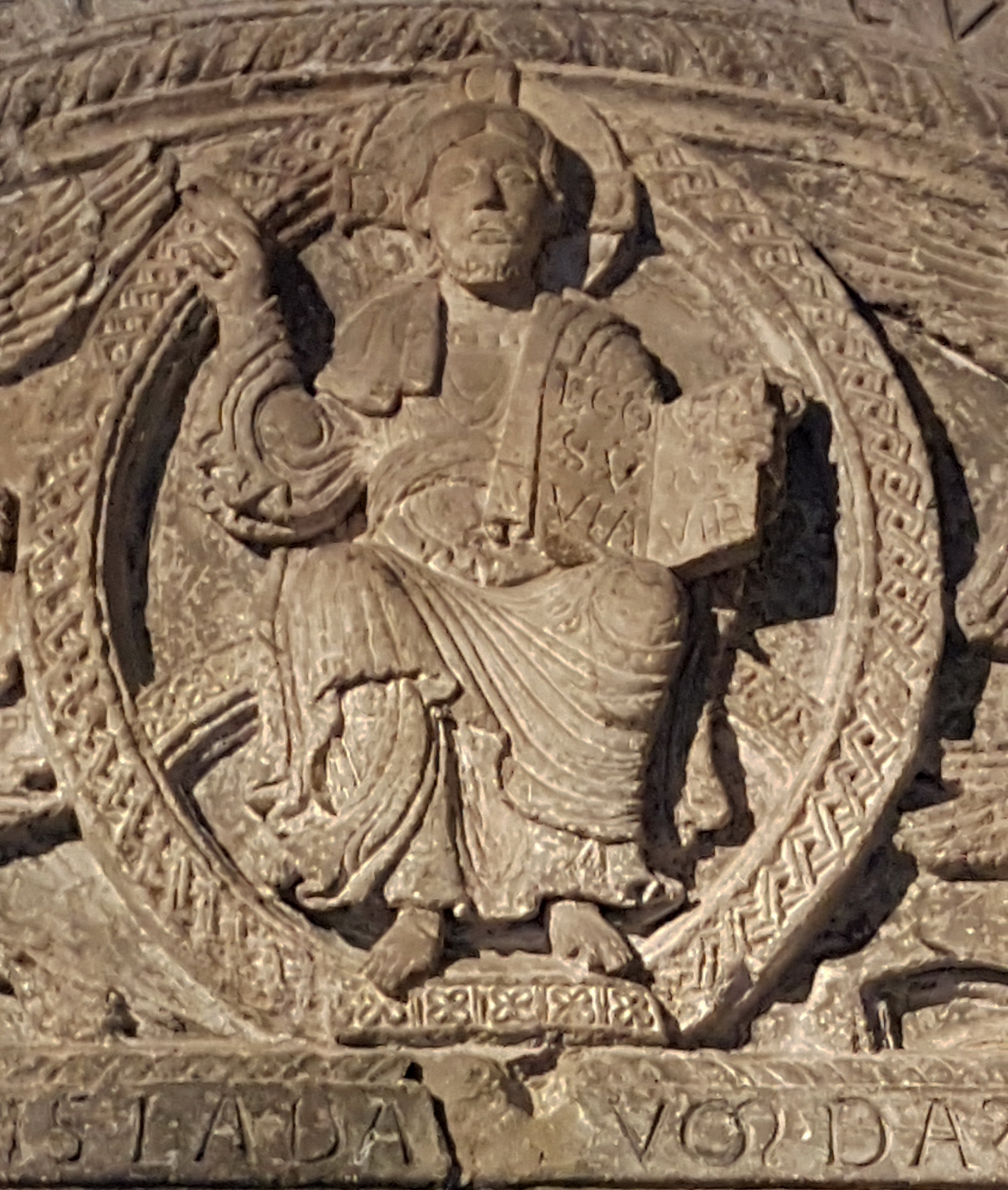
Het gebaar wordt teruggevonden in timpanen op kerkgebouwen met als detail een religieuze voorstelling.
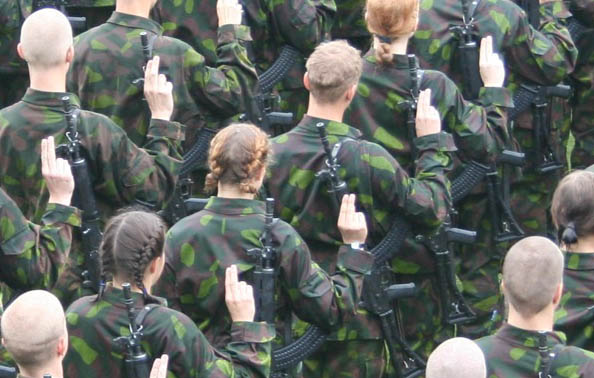
Het zweren van de militaire eed door nieuwe recruten.
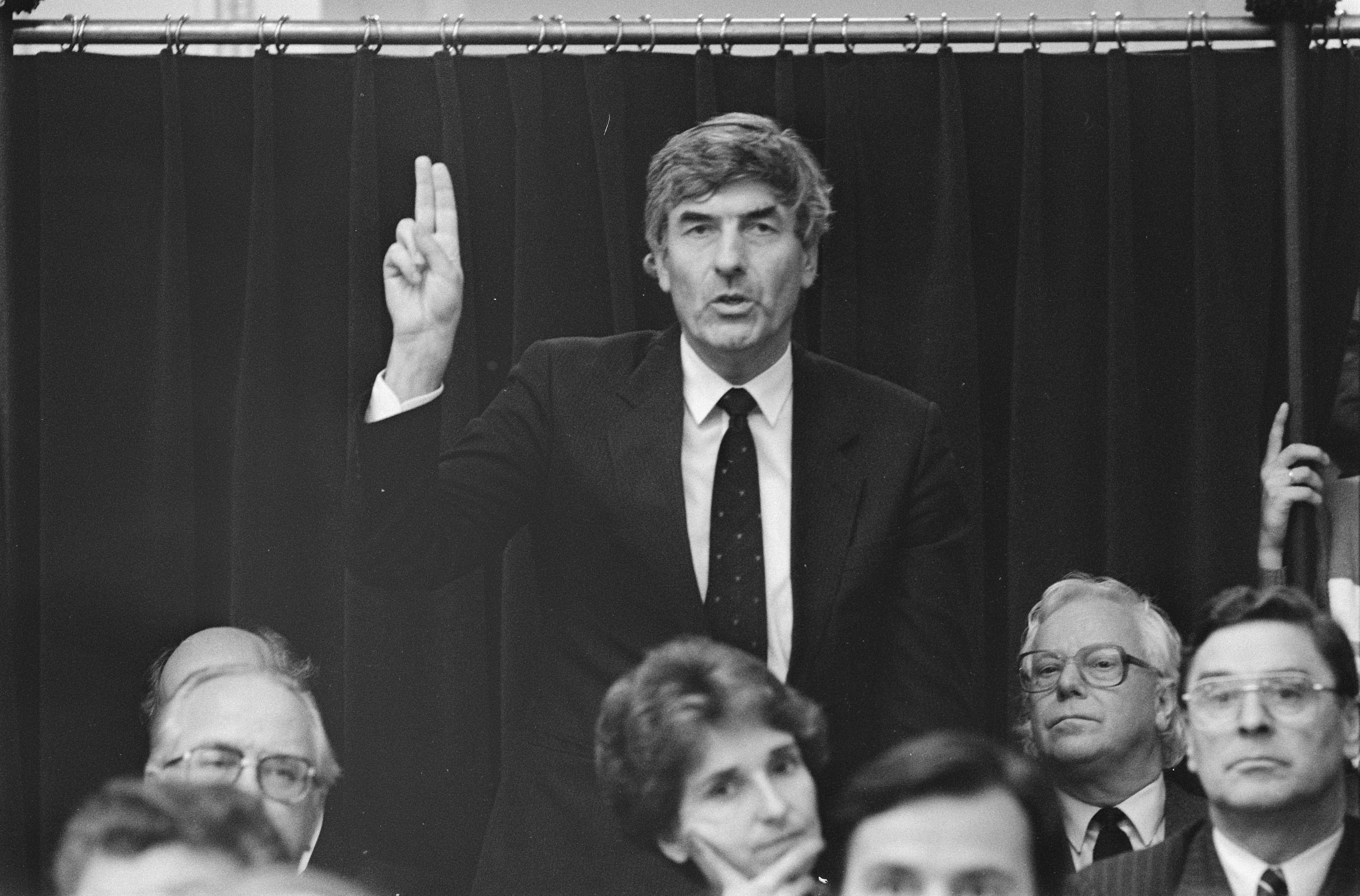
Het accepteren van een overheidsfunctie.
In de heraldiek.
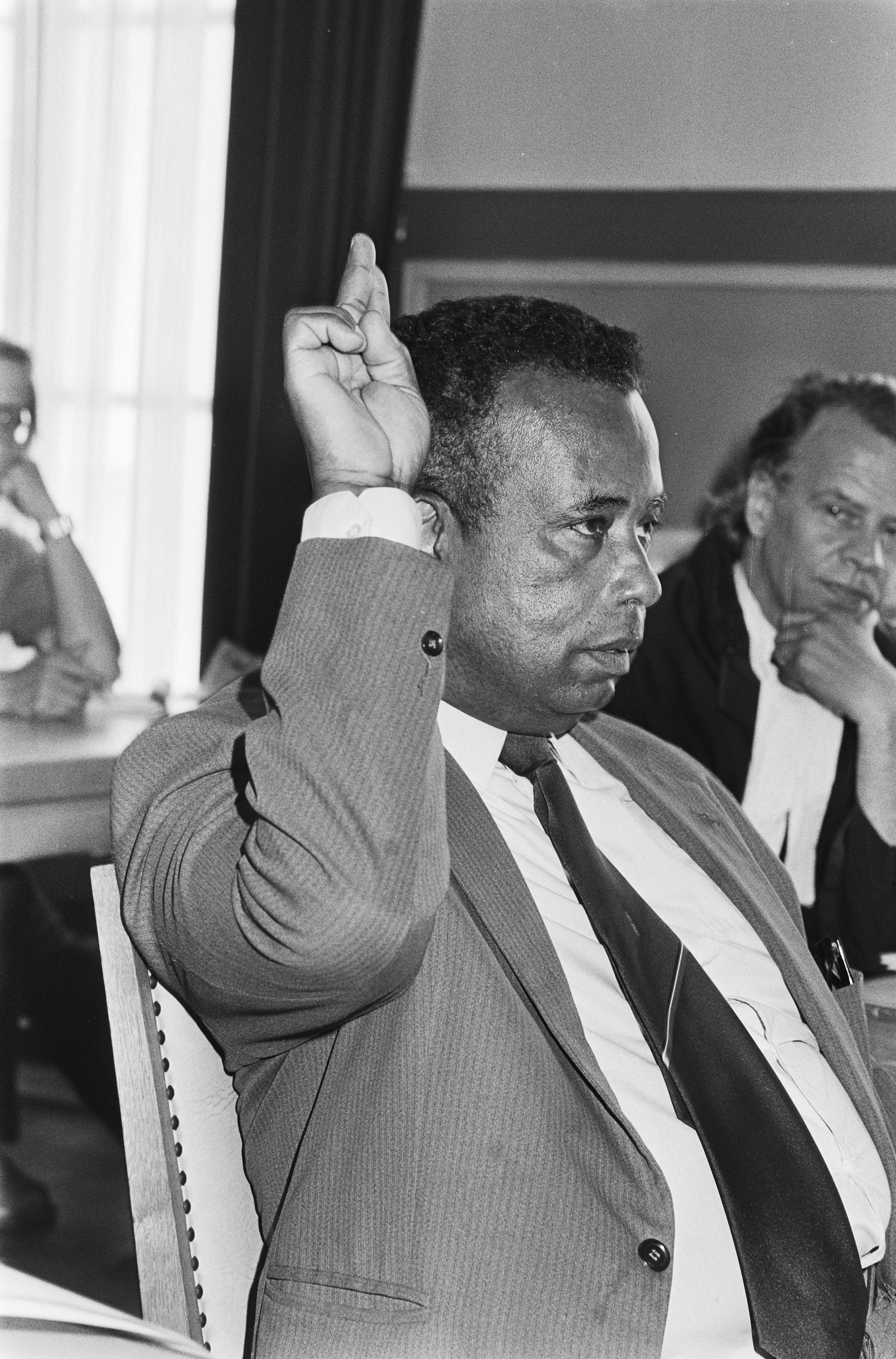
Het geven van getuigenis in een rechtbank.
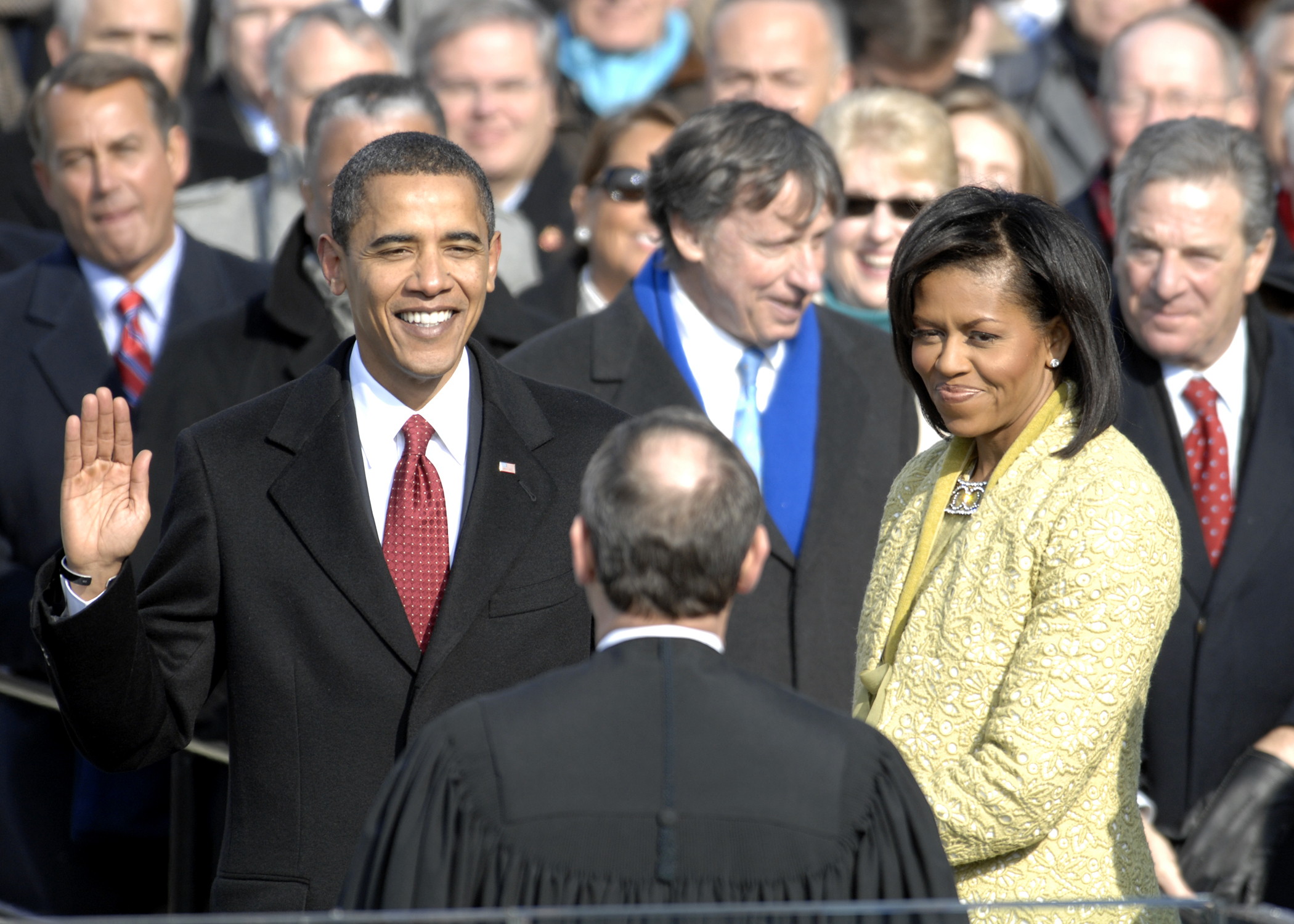
In sommige landen wordt de open hand opgestoken bij het afleggen van een eed.